# Corydalis mucronipetala
Corydalis mucronipetala là một loài thực vật có hoa trong họ Anh túc. Loài này được (C.Y.Wu & H.Chuang) Lidén & Z.Y.Su mô tả khoa học đầu tiên năm 2007.